# دهستان سه‌هزار
سه هزار، دهستانی از توابع بخش کوهستان شهرستان تنکابن در استان مازندران ایران است.

## رودها و چشمه‌ها
- رودخانه میانرود (شَلَفرود)(شاخه اصلی سه هزار)
- رودخانه گرما رود (شاخه اصلی سه هزار)
- رودخانه مران رود (شاخه اصلی سه هزار)
- رود چشمه کیله (سه هزار)
- آب گرم سه هزار:

معروف به آبگرم حضرت سلیمان است. منطقه‌ای زیبا در دره سه هزار تنکابن و در جوار تخت سلیمان و در سمت غربی یخچال طبیعی هفت‌خان. آب گرم آن چشمه ایست که دهانهٔ آن در دل توده‌ای از آهک، یک حوضچهٔ طبیعی حدود ۵ متر مربعی را شکل داده که رنگ سقف آن شیری تا قهوه‌ای است. حوضچه یک کریدور ۴ تا ۵ متری به سمت شمال دارد. برای ورود به حوضچه باید پنج پله را پائین رفته و نیم خیز از دریچه نیم دایره‌ای وارد آب گرم به عمق یک متر شوید. آبی زلال و گرم (حدود ۴۰ درجه سانتی گراد) همراه با چکیدن قطرات آب از سقف با کف پوشی از ریگ و شن. کنار آن هم حمامی به صورت طبیعی ایجاد شده‌است که در طول سال به خصوص فصول گرم میزبان دوستداران طبیعت است. این آب دارای ذخایر سرشاری از داروهای طبی از قبیل اسید کربنیک، گوگرد، آهن و… است.
- آبشار عروس (بین روستای سلج‌انبار و مران)
- چشمه‌های مران
- چشمه‌های گرمارود
- چشمه‌های میانرود
- چشمه آب معدنی شلف (سه هزار):

آب معدنی شلف از آب‌های معدنی بسیار گوارا و شفابخش است و برای رفع ناراحتی‌های کبدی، هضم غذا و تنظیم دستگاه گوارشی، جلوگیری از سوء هاضمه و امراض کلیوی بسیار مؤثر و مفید می‌باشد، طعم آن شبیه لیموناد است و املاح معدنی گوناگونی دارد؛ و در سال‌های گذشته توسط جهانگردان فرانسوی مورد آزمایش قرار گرفت و ترکیبات آن و میزان اثرات مؤثر آن بررسی گردید، اما متأسفانه به واسطه نبودن راه شوسه تا به حال اهمیت آن بر همه کس روشن نیست تا مورد استفاده و بهره‌برداری واقع شود.

## معادن
- معدن آهن
- معادن سنگ آهک
- معادن سنگ گرانیت
- معادن سنگ سرامیک (سیلیس)
- معادن شن و ماسه واریزه کوهی
- کارخانه سنگ و معدن تنکابن
- معدن تازه کشف شده طلا

## قلعه‌ها
- قلعه سه هزار

این قلعه در سه هزار واقع است و در سال ۸۹۰ خورشیدی (۹۱۶ ه‍.ق) تعمیر شد، کاخ این قلعه دوازده برج داشت و ساختش سه سال به طول انجامید، خان احمد خان در جنگ با سپاهیان شاه عباس صفوی مدتی در این قلعه پناهنده شد.
- قلعه نرگس

قلعه نرگس در منطقه سه هزار واقع شده‌است و بر بالای کوهی به همین نام قرار دارد که بالاتر از آبگرم سه‌هزار (آبگرم تخت سلیمان) واقع شده‌است. هر دو قلعه یعنی «نرگس» و «سیالان» در انتهای مخروطی سه هزار و دو هزار قرار گرفته‌اند که نرگس بر مسیر طالقان و سیالان بر الموت مشرف است و هر دو قلعه بر همدیگر مشرف هستند. از طرف شمال نیز راه سه هزار زیر نظر نگهبانان «نرگس» بود که در مواقع خطر سنگ‌های بزرگ و سنگین را بر سر مهاجمان فرو می‌غلتانیدند. در پیرامون «قلعه نرگس» آثار حصار یا دیوار دیده نمی‌شود؛ ولی آثار سنگ و حفاری و آهک و ساروج دیده می‌شود. «نرگس» نیز به طمع گنج، از کند و کاو سودجویان در امان نماند و در حال حاضر جان پناه چوپانان است.
- قلعه مروان (مران)

فریا استارک در سفرنامه‌اش در مورد این قلعه می‌نویسد: «... در پیچ دره یک قلعه باستانی نگهبانی به نام قلعه مران که اینک از آن تپه‌ای از ستونهای سنگی برجای مانده‌است، دیده می‌شود و امروزه آثار اندکی از بقایای این دژ در روستای مران سه‌هزار باقی مانده‌است».

## جمعیت
بر اساس سرشماری مرکز آمار ایران در سال ۱۳۹۵ جمعیت آن ۱۳۰۸ نفر (۴۸۸ خانوار) بوده‌است.